# 聖安娜德爾塔奇拉
7°38′43″N 72°16′33″W / 7.64528°N 72.27583°W
聖安娜德爾塔奇拉（西班牙語：Santa Ana del Táchira），是委內瑞拉的城鎮，位於該國西南部塔奇拉州，是科爾多瓦市的首府，面積619平方公里，海拔高度807米，2013年人口36,925，人口密度每平方公里60人。